# Centrale géothermique de Wairakei
La centrale géothermique de Wairakei est une centrale géothermique située en Nouvelle-Zélande. C'est la quatrième plus importante centrale géothermique au monde en termes de capacité électrique. 

## Historique
La centrale géothermique a été construite en 1958, la première du genre au monde. Elle est actuellement détenue et exploitée par Contact Energy. Une centrale à cycle binaire a été construite en 2005 pour utiliser la vapeur à basse température ayant déjà traversé la centrale principale,. Cela a porté la capacité totale de la centrale à 181 MW. La centrale de Wairakei devrait être supprimée à partir de 2013, pour être remplacée par la centrale géothermique de Te Mihi. La centrale électrique de Poihipi a été construite en 1996 sur un site voisin dans le même champ.